# Qenko

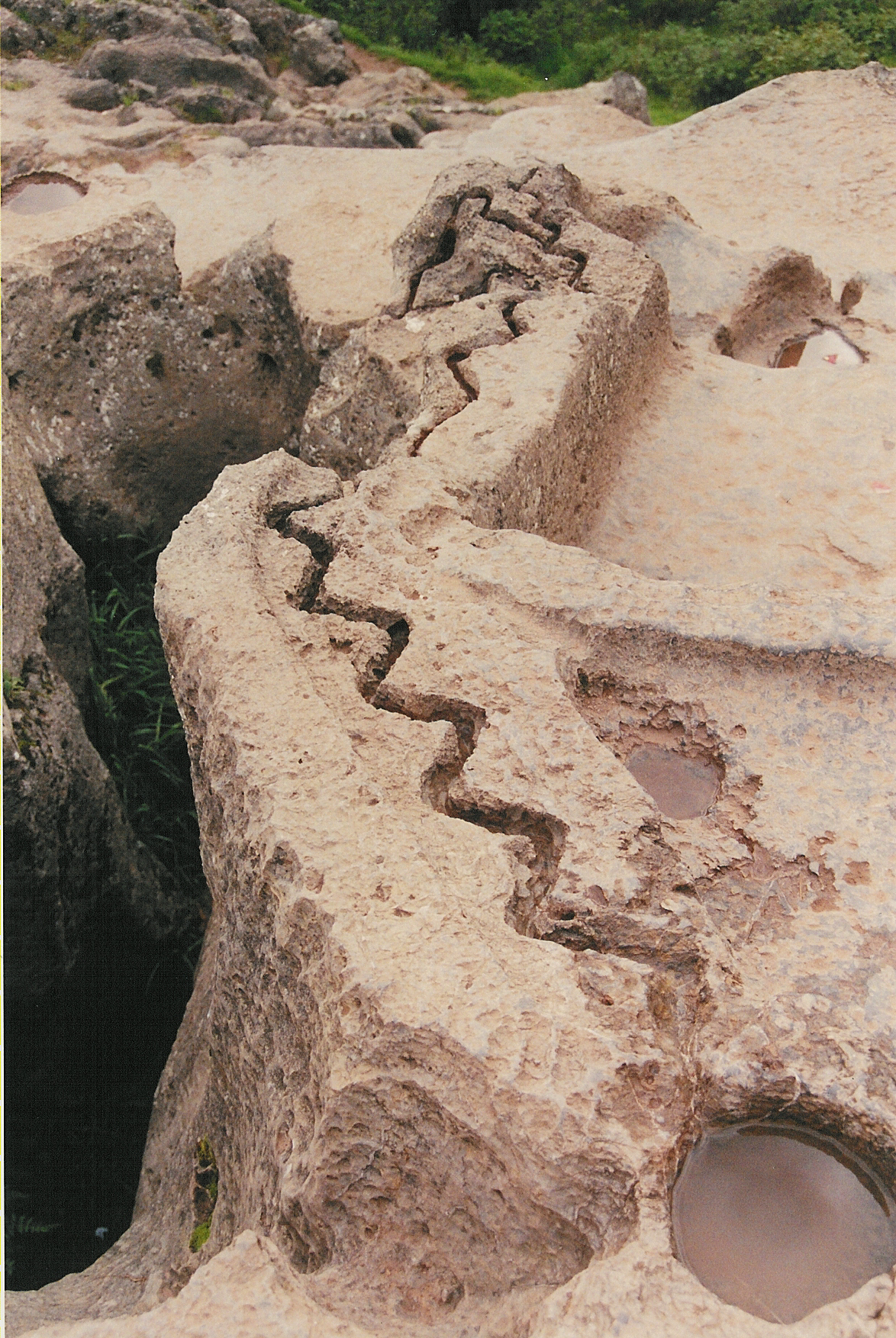
Zigzag-Kanäle bei Q’enqo Grande

Qenko‚ oder Kenko (auch Q'enqo) ist eine archäologische Stätte in Peru in der Nähe der Stadt Cusco. Sie diente der Kultur der Inka als Heiligtum. Der Name stammt vom Quechua-Wort „Q’inqu“ und bedeutet „Labyrinth“ oder „das Gewundene“. Q'enqo ist bekannt für einige der umfangreichsten geschnitzten Felskomplexe in der Region Cusco und befindet sich im Osten von Saqsaywaman.

## Beschreibung
Der Ort liegt wenige Kilometer von der Inka-Hauptstadt Cusco entfernt an der Straße nach Písac.
Die Stätte wurde um einen 5 m hohen Steinblock errichtet, der vermutlich einen Puma darstellte. Der Steinblock wurde bei der Eroberung durch die spanischen Konquistadoren geköpft bzw. stark beschädigt.
Rund um diesen natürlichen Monolithen wurden eine Art Amphitheater mit Nischen und eine Terrasse errichtet. In die danebenliegende Kalksteinformation wurde eine zickzackförmige Steinrinne gehauen, in die vermutlich Trank- oder Blutopfer gegossen wurden. Die Rinne verschwindet in einem unterirdischen Raum mit einem altarähnlichen Stein und weiteren in den Stein gehauenen Nischen oder Sitzen, den man durch einen schmalen Spalt im Felsen erreicht. Die Zickzack-Rinne und die unterirdischen Räume haben der Stätte den Quechua-Namen Q’inqu für „Labyrinth“ oder „Das Gewundene“ gegeben, der dann von den Spaniern als Qenko / Qenqo / Kenko weitergegeben wurde.
In die Außenseite des Kalksteinfelsens sind Reliefs von Tieren eingraviert.
Ebenfalls auf der Oberseite der Kalksteinformation nahe der Steinrinne befinden sich zwei ca. 20 cm hohe zylindrische Stelen aus Stein.

## Interpretation
Qenko gilt als wichtiges Heiligtum der Inka und diente der Verehrung der Pachamama, „Mutter Erde“. Einige Quellen berichten auch von einem Sonnenheiligtum bzw. bezeichnen den Ort als Stätte von Einbalsamierungsritualen, da die unterirdischen Räume kühl sind. In anderen Quellen wird ein Wasserkult vermutet, der wiederum ein Aspekt der Pachamama ist.
Die in den Fels gehauenen Nischen könnten Opfergaben, heilige Gegenstände aufgenommen haben, oder als Sitz für lebende und mumifizierte Herrscher gedient haben. Relativ sicher ist, dass der Ort schon vor den Inka als Heiligtum galt und von ihnen adaptiert und weiter ausgebaut wurde.
Der Puma gilt in der Mythologie der Inka neben dem Kondor und der Schlange als eines der wichtigen drei heiligen Tiere, die das Universum der Inka repräsentieren. Der Kondor steht für die himmlische Sphäre, der Puma für die irdische und die Schlange für die Unterwelt. Die Verehrung dieser drei Tiere, wobei anstelle des Pumas auch der Jaguar in Erscheinung tritt (wie z. B. in der Chavín-Kultur), war im präkolumbischen Südamerika weit verbreitet.
In den zylindrischen Steinstelen werden Markierungssteine für astronomische Beobachtungen der Inka vermutet.

## Bilder

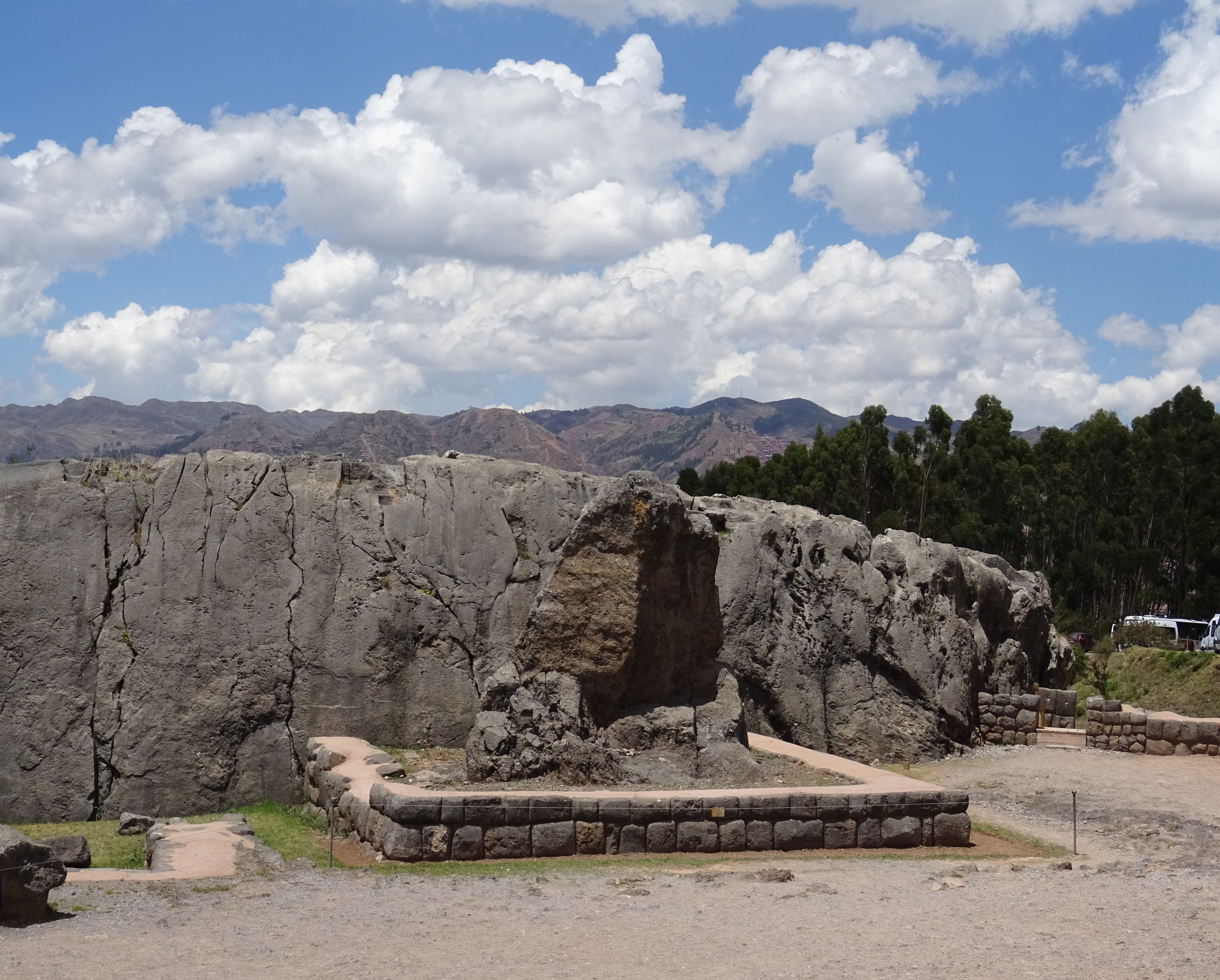
Halbkreisförmiger Platz mit erhöhtem Felsen bei Q'enqo Grande.
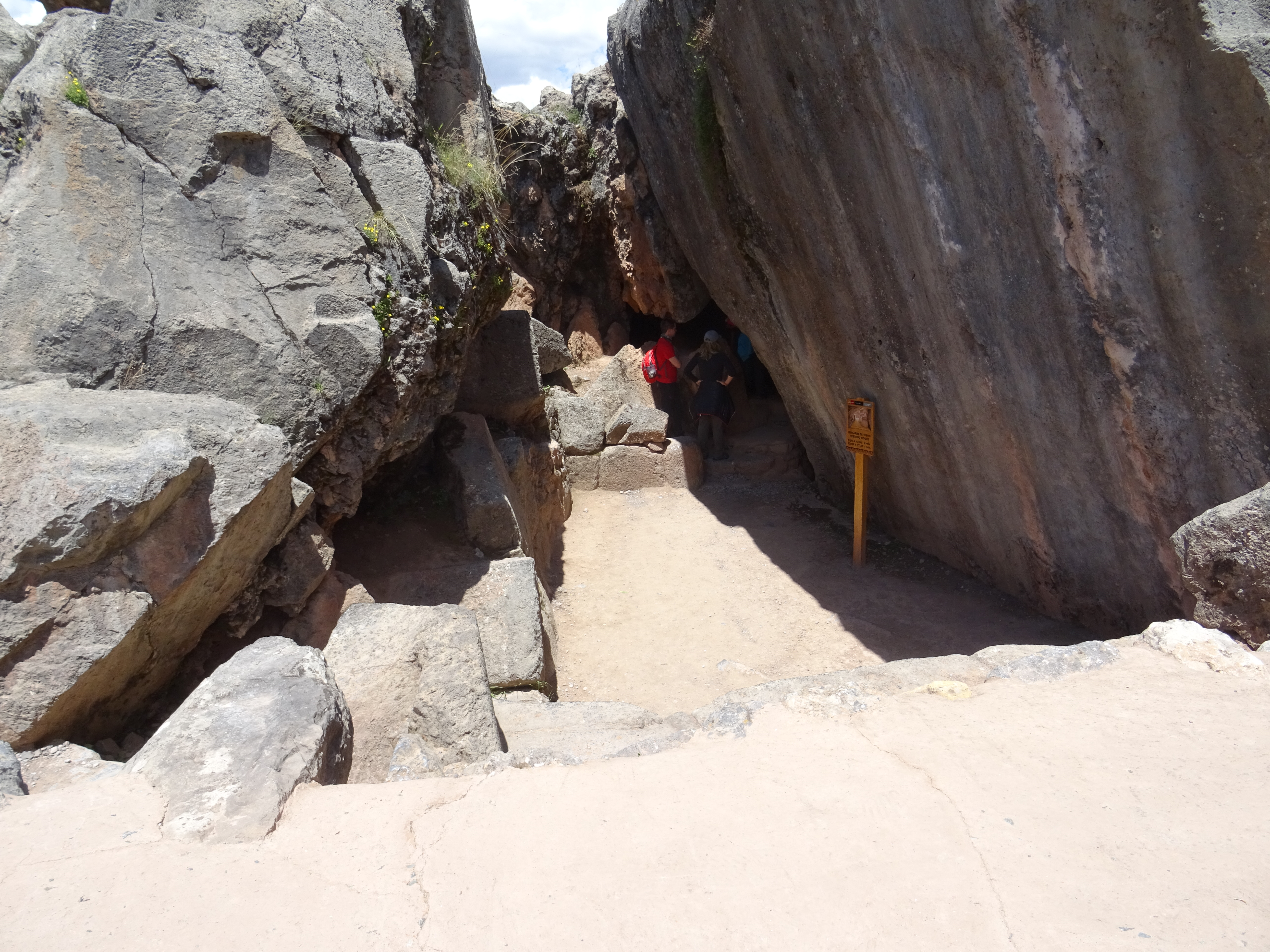
Eingang zum unterirdischen Teil
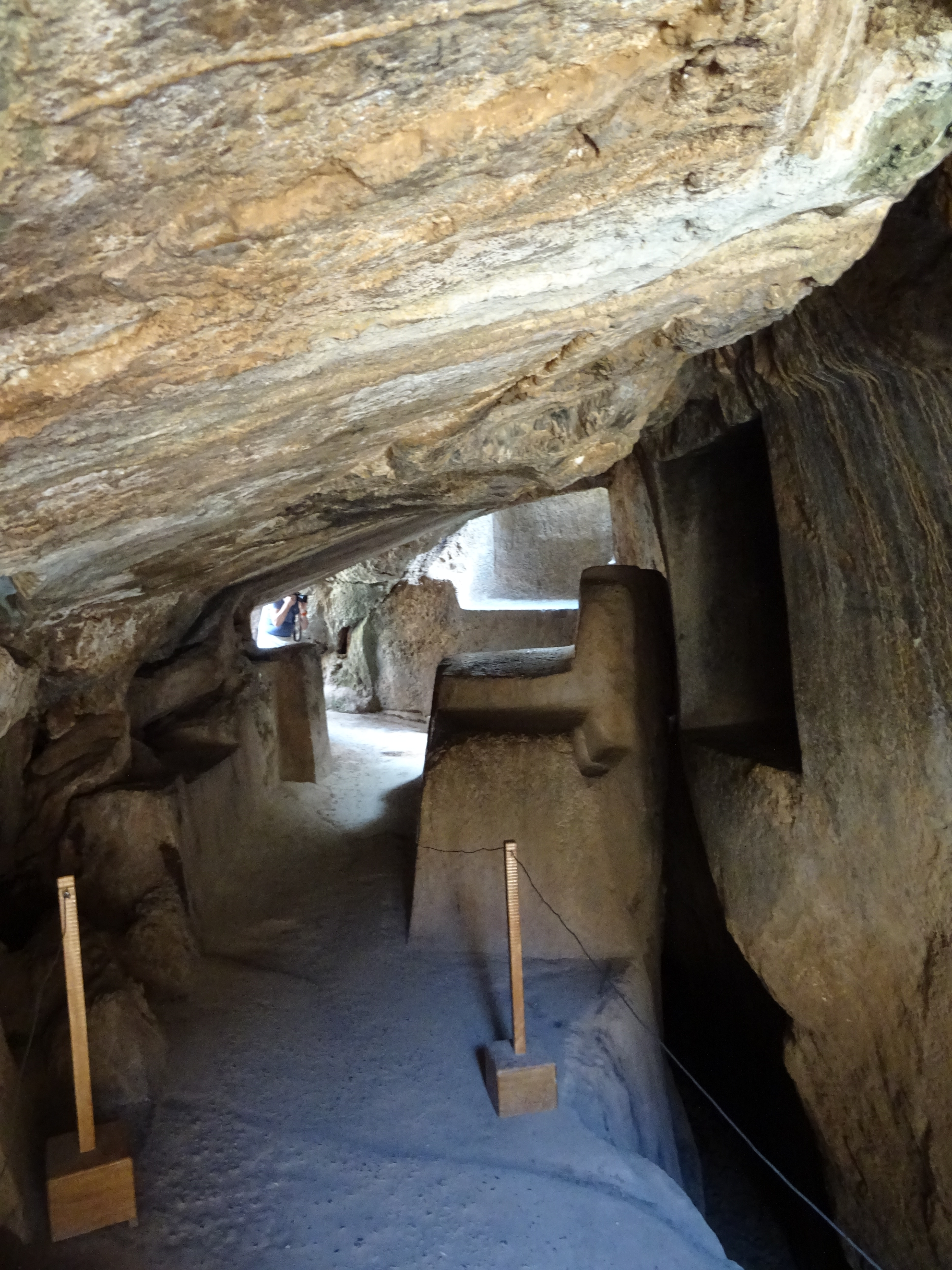
Nischen und ein Steinblock, der rein optisch einem Altar ähnelt